# Jean Civiale

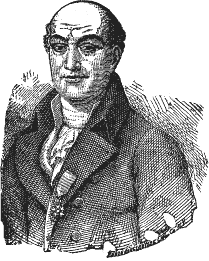
Jean Civiale

Jean Civiale, född 1792 i Thiézac, departementet Cantal, död 1867 i Paris, var en fransk kirurg.
Civiale är mest bekant såsom uppfinnare av litotritin för krossning av blåssten (cystolit). Han invaldes som utländsk ledamot av Vetenskapsakademien i Stockholm 1840.